# آنوسیبه تریمولوهارانو
آنوسیبه تریمولوهارانو (به لاتین: Anosibe Trimoloharano) یک منطقهٔ مسکونی در ماداگاسکار است که در آنالامانگا واقع شده‌است. آنوسیبه تریمولوهارانو ۸٬۲۷۵ نفر جمعیت دارد و ۱٬۴۱۳ متر بالاتر از سطح دریا واقع شده‌است.